# Municipio de La Reforma
Municipio de La Reforma är en kommun i Guatemala.   Den ligger i departementet Departamento de San Marcos, i den västra delen av landet, 140 km väster om huvudstaden Guatemala City.